# 水沢英樹
水沢 英樹（みずさわ ひでき、1969年5月9日 - ）は、秋田県仙北郡田沢湖町（現：仙北市）出身の元プロ野球選手（投手）。

## 来歴・人物
生保内小、生保内中を経て、秋田経法大附高時代は、2年春の東北大会決勝で完投するも同県の本荘高と引分けで同校優勝。秋も東北大会準々決勝で完投するも惜敗。1987年の3年次は春の東北大会で優勝し、夏の甲子園にも出場した。
1987年のプロ野球ドラフト会議において、広島東洋カープから4位指名を受け入団した。
一軍への昇格を果たせないまま1991年オフに現役を引退した。
引退後は、1992年から1997年まで西武ライオンズの打撃投手を務め、現在は編成部アマ担当（スカウト）として活動しており、北海道・東北地区を担当。細川亨、岸孝之、菊池雄星、秋山翔吾などを獲得した。富士大学との強固なパイプを形成し、山川穂高、外崎修汰、多和田真三郎の獲得にも関わった。

## 詳細情報

### 年度別投手成績
- 一軍公式戦出場なし

### 背番号
- 46 （1988年 - 1991年）
- 09 （1992年 - 1997年）